# Битва при Пейреторті
У битві при Пейреторті (17 вересня 1793) під час війни в Піренеях солдати Першої французької республіки розбили іспанську армію, яка вторглася в Руссільйон і намагалася захопити Перпіньян. Іспанська армія Антоніо Рікардоса зайняла південну частину Руссільйона і зробила невдалу спробу захопити фортецю Перпіньян у липні 1793 року. Наприкінці серпня іспанський командувач відправив дві дивізії на прочісування західної частини Перпіньяна у спробі ізолювати фортецю та позбавити її постачання. Після початкового успіху іспанців командувач французької армії Іларіон Поль Пюже де Барбантан втратив присутність духу і покинув зону бойових дій.
Юсташ Шарль д'Ауст та Жак Жіль Анрі Гоге взяли командування на себе та атакували дві дивізії Каталонської армії під командуванням Хуана де Куртена та Херонімо Хірона-Моктесуми, маркіза де лас Амарільяс. Іспанці були розбиті та після цього більше вже ніколи не просувалися так глибоко в межах Руссільйону. Після битви армія Каталонії повернулася до своїх вихідних позицій. Однак Рікардос успішно утримував іспанський плацдарм на території Франції до кінця 1793 року. Пейреторт розташований за 7 км на північний захід від Перпіньяна.

## Передумови битви

### Позиції сторін
Починаючи з квітня 1793 року, генерал-капітан Рікардос та його іспанська армія завдали декілька важких поразок погано підготовленим французьким військам у департаменті Східні Піренеї. Зокрема, Рікардос переміг дивізійного генерала Луї-Шарля де Флера у битві під Ма Дью 19 травня. Облога французького прикордонного форту Бельгард також завершилась завершилася взяттям твердині 24 червня. Рікардос і де Флер знову зійшлися в бою 17 липня в битві при Перпіньяні, і цього разу 12 000 французьких солдатів відбили атаку 15-тисячної іспанської армії. Проте навіть перемоги виявилося замало для того, щоб задовольнити всесильних і владних комісарів-представників Національного конвенту (фр. Représentant en mission). Вони заарештували де Флера 7 серпня за звинуваченням у тому, що він "втратив довіру громадян-солдат". Генерал був відправлений до Парижа і згодом страчений на гільйотині.
Представники місії комісарів Національного конвенту призначили дивізійного генерала Барбантана наступником де Флера на посаді командувача армією. Барбантан був одним із тих генералів, які критично ставилися до де Флера. Одгочасно із звільненням де Флера комісари направили генерала дивізії Люка Симеона Огюста Дагобера з 3000 солдат для проведення незалежної операції у Серданьї, історичній області у Східних Піренеях. 28 серпня Дагоберт здобуде перемогу над генералом Мануелем Лапенья при Пучсерді. Тим часом армія Східних Піренеїв була залишена де Флером в укріпленому таборі де л'Юніон під стінами фортеці Перпіньян, столиці та ключового оборонного пункту департаменту Східні Піренеї.
Рікардос відреагував на ситуацію, створивши власний укріплений табір у Понтеї на південний захіз від Перпіньяна. Іспанський командир також звів укріплені табори в Аржеле-сюр-Мер на південний схід від Перпіньяна та Олетт на річці Тет, що знаходиться на заході від міста. Рікардос наказав генерал-лейтенанту Маркізу де лас Амарільясу зі своєю дивізією переправитися через Тет й атакувати французькі табори на північній стороні між Міясом та Перпіньяном. Амарільяс досяг свого першого успіху, вибивши французів з Корнея-ла-Рив'єр 31 серпня і закріпившись на північному березі річки. Підрозділи 61-го та 79-го полків лінійної піхоти провели ар'єргардні дії, відступаючи на північ до Рівальту. У цей час французи все ще контролювали Колліур на середземноморському узбережжі на південь від Перпіньяна.

### Плани сторін

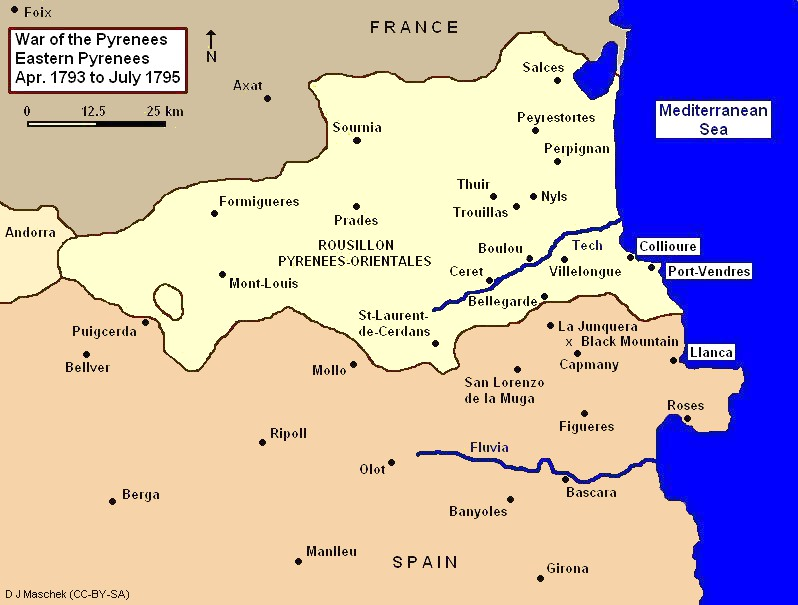
Війна в Піренеях, Східні Піренеї

3 вересня іспанський авангард був відкинутий назад до млина Орль поблизу Перпіньяна силами 2-го гусарського полку під командуванням полковника Шарля-Луї Го де Фрегевіля та іншими підрозділами під командуванням підполковника П'єра Банеля. Наступного дня Барбантан раптово вивів свій штаб і одну дивізію з Перпіньяна на північ до Сальс-ле-Шато, передавши командування в Перпіньяні генералу дивізії д'Аусту. Коли уповноважені представники Національного конвенту зажадали пояснень, то Барбантан заявив, що він командує армією Східних Піренеїв, а не Перпіньяном.
Остаточно піддавшись паніці Барбантан й зовсім залишив свою армію, вирушивши до Нарбонни нібито в пошуках підкріплення. У своєму проханні про відставку на ім'я військового міністра він написав: "Ситуація вийшла за межі моїх можливостей" і був звільнений. Уряд призначив Луї Марі Тюрро новим командувачем армії, але до його прибуття з Вандеї мав пройти деякий час. Тим часом, представники місії Національного конвенту вибрали Дагоберта наступником Барбантана. До приїзду Дагобера з Серданьї представники призначили д'Ауста тимчасовим командувачем і доручили бригадному генералу Гоге очолити дивізію чисельністю 4000 чоловік у Сальсі.
Почувши про таку непристойну як для військового поведінку Барбантана, Рікардос вирішив скористатися безладом у лавах французького верховного командування. Іспанський командувач наказав Амарільясу йти на Пейреторт через Башас. 8 вересня Амарільяс зайняв Пейреторт, розташований на північний захід від столиці провінції. Того ж дня він атакував Табір Союзу д'Ауста у Ривальті і після тяжкого бою витіснив звідти французів. Тим часом д'Ауст та бригадний генерал Луї Лемуан побудували редути для захисту Перпіньяна. Іспанці влаштували укріплений табір у Пейреторті і захищали його за допомогою 12 000 солдат. Потім вони направили колону з Пейреторта до Верне (передмістя за 2 кілометри на північ від Перпіньяна). Це була дивізія генерал-лейтенанта Хуана де Куртена, яка зайняла позицію за іригаційним каналом, а 24 гармати прикривали дорогу на північ до Сальс-ле-Шато. Такий крок був помилковим, оскільки Рікардос внаслідок цього не зміг одночасно створити досить серйозну загрозу силам д'Ауста з півдня.

## Битва

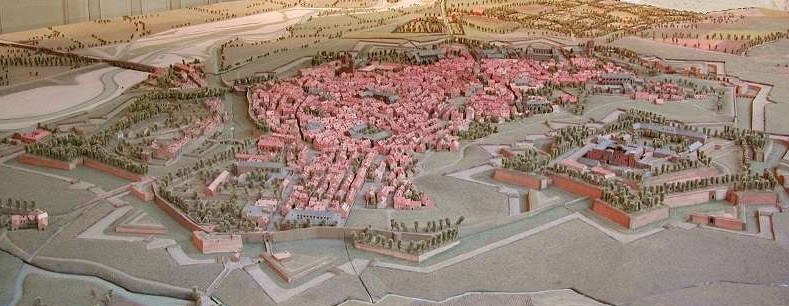
На масштабній моделі зображено фортецю Перпіньян із мостом у північному напрямку. Ле Верне знаходиться ліворуч від мосту.

О 2:00 ранку 17 вересня іспанська артилерія Хосе де Ітуррігарая піддала Перпіньян сильному обстрілу з боку Кабестані на південному сході. Рікардос перекинув 6000 солдатів для підтримки артилеристів на південному та західному фронтах фортеці. О 4:00 ранку того ж дня д'Ауст ударив чотирма колонами по дивізії де Куртена біля Верне. Лемуан очолював ліву колону, полковник Катрін-Домінік де Періньйон командував центральною колоною, включаючи кавалерію під командуванням Банеля, а бригадний генерал Антуан Сулерак керував правою колоною. Спостережний загін, до якого належав лейтенант Жан Лан, рухався крайнім ліворуч. Одній із французьких колон вдалося розвернути фланг де Куртена. Після запеклого бою французи захопили всю артилерію де Куртена.
До 10:30 ранку д'Ауст зволікав, побоюючись, що Рікардос може напасти на Перпіньян із півдня. Проте натовп городян з Перпіньяна спостерігав за боєм і вимагав активніших дій. Д'Ауст, якого підбурювали представниками місії Національного конвенту, перешикував своїх солдатів і приготувався атакувати Пейреторт. Один із прндставників конвенту, Жозеф Кассаньєс, галопом помчав у Сальс-ле-Шато, щоб залучити до бою Гоге. Відповідно до імпровізованого плану битви, дві дивізії мали атакувати разом о 5-й годині вечора. Д'Ауст не мав жодних владних повноважень щодо Гоге та його дивізії, але обидва погодилися співпрацювати. Д'Ауст атакував в домовлений час з 4 000 людей, але був відкинутий. Через незадовільну роботу штабу дивізія Гоге чисельністю 3500 чоловік прийшла із запізненням та вступила в бій лише близько сьомої години вечора.
Колону Сальс-ле-Шато очолювали Гоге та бригадний генерал П'єр Пуансо де Шансак. Під проводом Кассаньєса, який добре знав місцевість, французи знайшли прогалину в обороні іспанців. Амарільяс забув виставити війська для захисту одного з ярів, і Гоге скористався цією помилкою, щоб зіштовхнути своїх солдатів у рукопашну сутичку з ісранцями, де їх вогнева міць не мала вирішального значення, а французький бойовий запал відігравав велику роль. Протягом дня французькі підкріплення продовжували прибувати з Сальс-ле-Шато, надаючи атаці все більшого імпульсу. Бій продовжувався навіть коли розвиднілося. Колона Сулерака приєдналася до атаки на пагорбі біля Пейреторта. У плутанині та темряві іспанська кавалерія Рафаеля Адорно запанікувала й відступила. О десятій години вечора французькі солдати увірвалися на іспанські позиції й змусили Амарільяса та де Куртена безладно відступити до Труясу та Ма Дью.

## Результати битви
Історик Рамсей Вестон Фіппс стверджував, що французи захопили 500 іспанських солдатів, 43 гармати та сім знамен, але не зазначив кількість убитих та поранених. За даними Дігбі Сміта, втрати іспанців склали 52 офіцери та 1 150 рядових убитими, пораненими та зниклими безвісти з 6 000 учасників бою. Крім того, французи захопили 500 полонених, 26 гармат та сім бойових прапорів. Французькі втрати склали 200 убитих та поранених із 8 000 військових, які брали участь у боях. В іншому джерелі втрати іспанців зазначені як 800 убитих та 1500 поранених, у той час як французи захопили 1200 полонених, 40 гармат та шість гаубиць. Під час битви Періньйон був поранений у стегно та невдовзі отримав звання бригадного генерала.  Наступною битвою стала битва при Труясі 22 вересня 1793 року.
Незважаючи на перемогу доля відвернулась від багатьох героїв Пейреторта. Так, наприкінці грудня французи зазнали важкої поразки в битві при Колліурі. Наприкінці 1793 року єдина французька земля, яку утримували вороги республіки, знаходилась саме в Руссільйоні. Незважаючи на те, що представники місії Конвенту взяли на себе значну частину відповідальності за невдачу, д'Ауст був заарештований і відправлений на гільйотину 2 липня 1794 під час Епохи терору. 21 квітня 1794 дивізія Гоге зазнала поразки під час невдалої спроби прорвати облогу Ландресі. Під час відступу кілька збунтованих солдатів підстрелили свого генерала. Хоча смертельно поранений Гозі благав Жана Батіста Бернадота зберігати спокій, Бернадот продовжував дошкуляти своїх солдат, доки вони не видали та не схопили вбивць. Зрештою, один з офіцерів був засуджений до смерті за підбурювання своїх бійців.
Незважаючи на своє незрозуміле дезертирство, Барбантан вдалося уникнути гільйотини. Він був ув'язнений у Тулузі, але пізніше звільнений. Максиміліан Робесп'єр знову посадив його до в'язниці, але він пережив період терору. Пізніше Наполеон розпорядився залишити Барбантана вдома, оскільки у Парижі він виявився непотрібним.

## Пам'ятник
За один кілометр на південний схід від Пейреторта, поряд з аеропортом Перпіньян-Ривальт, знаходиться меморіал, присвячений перемозі у битві. На пам'ятнику розміщено напис з такими словами: A la mémoire de l'armée des Pyrénées-Orientales qui combattirent à Peyrestortes sous la conduite des conventionnels Cassanyes, Fabre, des généraux Daoust et Goguet. (Пам'яті армії Східних Піренеїв, яка билася біля Пейреторта під керівництвом депутатів Кассаньєса, Фабра, генералів дʼАуста та Гоге).